# کاثلامت (واشینگتن)
کاثلامت (به انگلیسی: Cathlamet) یک منطقهٔ مسکونی در ایالات متحده آمریکا است که در شهرستان واهکیکوم، واشینگتن واقع شده‌است. کاثلامت ۱٫۳۲ کیلومتر مربع مساحت و ۵۳۲ نفر جمعیت دارد و ۲۴ متر بالاتر از سطح دریا واقع شده‌است.